# Guillem II de Montpeller
Guillem Bernat de Montpeller fou el segon senyor de la dinastia dels senyors Guilhèm de la Senyoria de Montpeller. Va néixer cap a l'any 990 i morí a l'any 1059. Va ser nébot de Guillem I de Montpeller, el fundador de la dinastia dels Guilhèm. Guillem II es va casar amb una donzella noble anomenada Béliarda amb la qual va tenir dos fills: Guillem III de Montpeller que morí en 1068 i Bernat Guillem que pasarà a la història com Guillem IV de Montpeller, en ser el successor del seu germà gran.